# Cine São José
Cine São José é um cinema e teatro localizado em Afogados da Ingazeira interior de Pernambuco, é o único cinema de rua sertanejo com programação regular.

## História
O prédio foi idealizado pelo farmacêutico Helvécio César de Macedo Lima e nasceu chamado Cine Teatro Pajeú, inaugurado em 14 de novembro de 1942.
As máquinas operadoras e projetores foram importados da Alemanha. Os primeiros operadores foram os senhores Manoel Rocha, o  “Nezinho Rocha” e Antonio Silvestre, o Antonio Dondom.
Com a  instalação da Diocese de Afogados da Ingazeira, na década de 50, Dom João José da Mota e Albuquerque, primeiro Bispo Diocesano, adquiriu o prédio e mudou o nome para Cine São José.  Mostrando que era um multimídia a frente do tempo, nos anos 50 ainda inauguraria a Rádio Pajeú,  numa cidade que sequer tinha “a luz de Paulo Afonso”.
Dom Mota adquiriu dois projetores holandeses Philips, tela panorâmica, gerador a diesel e 560 novos assentos, mais que o dobro dos 240 de hoje. Ele selecionava os filmes para evitar afronta aos parâmetros cristãos, sessões às quartas-feiras, sábados e domingos. O primeiro comodato que se tem notícia foi assinado entre Dom Mota e Waldecyr Xavier de Menezes.
Em 1961 o Cinema foi fechado, em decorrência de uma divida causada pelo excedente de funcionários. Depois, já com Dom Francisco como Bispo Diocesano,  foi alugado em sistema de concorrência com envelopes lacrados.
Dom Francisco foi determinante para evitar a penhora do cinema pela Brasil Filmes, por falta de cumprimento de contrato e multas acumuladas. Seu conhecimento jurídico evitou a penhora. Mas com o passivo existente,  o cine foi fechado.
Para reduzir seu passivo, houve venda dos projetores, máquinas e parte das cadeiras nos anos 1980.
Em 1990 o prédio foi tombado como patrimônio histórico do município. No dia 1 de maio de 1994, idealizado pelo Grupo de Teatro Raízes do Sertão, o Grupo Frente Jovem fez uma mobilização, realizando um grandioso ato público em frente ao velho prédio, que já não tinha telhado ou janelas, além de acúmulo de mato.
Foi tirada uma comissão para lutar pela restauração do Cinema, que tinha inicialmente 25 pessoas e depois chegou a cinco: Augusto Martins, Carlos Gomes, o “Carrinho de Lica”, Evanildo Mariano, Marcos Antonio e Zé Arlindo. O primeiro comodato foi firmado entre Diocese e Grupo Frente Jovem.  Depois foi criada a Associação Cultural São José.
No dia 14 de setembro do mesmo ano, realizou-se o mutirão de limpeza, contando com a participação efetiva de 106 voluntários. Era a primeira ação de reforma do prédio.
A comissão realizou uma série de movimentos como shows, serestas, bingos, a fim de conseguir os primeiros recursos para o ínicio da reforma.
Estes recursos, somaram-se uma verba no valor de R$ 20 mil  conseguidos junto ao Governo do Estado, em setembro de 1996, restauração das paredes laterais com 10 colunas, um radier de concreto e toda a cobertura com estrutura metálica.
A cobertura foi inaugurada em 25 de janeiro de 1997 com a presença do representante do Governo do Estado,  Raimundo Carrero, então presidente da FUNDARPE, do deputado federal e Secretário da Fazenda Eduardo Campos, do deputado estadual Orisvaldo Inácio e do prefeito municipal Antonio Valadares.
Segundo a página à época da Comissão,  o povo ajudava como podia. Comerciantes, donas de casa, jovens, a Prefeitura Municipal e os amigos do cinema.
Em março de 1998, foi assinado convênio entre a prefeita Giza Simões e o Governador Miguel Arraes, de R$ 30 mil, que viabilizou a conclusão de mais uma etapa: piso grosso, palco, reboco interno, aquisição de portas e janelas, forro em gesso, instalação elétrica, conclusão de banheiros.
No dia 28 de novembro de 1998, foram adquiridos com recursos próprios de um Cinema da cidade de Surubim uma sala de projeção com projetores Philips. O cinema voltou a funcionar.
Finalmente em 2003, outro convênio foi assinado entre o governo municipal de Afogados da Ingazeira, na gestão de Giza Simões e o governo Jarbas Vasconcelos no valor aproximado de R$ 500 mil.
Foi concretizada toda acústica, climatização, piso, camarins, novos banheiros, pintura interna e externa, entre outros serviços no prédio. Em 26 de dezembro de 2003 houve a reinauguração definitiva do Cine Teatro São José, com a presença de representantes da Comissão, Giza Simões,  Orisvaldo Inácio, Bruno Lisboa e o bispo diocesano Dom Luís Gonzaga Silva Pepeu.
Com o tempo, Augusto Martins e José Arlindo deixaram a Associação e Tito Barbosa passou a integrá-la, inclusive assumindo a condição de presidente. As exibições seguiram até 2016, por conta da digitalização dos cinemas, que exigia novos investimentos. Desde então, a sala vem se adaptando aos novos tempos, com a instalação de equipamentos digitais e a realização de mostras e festivais de cinema.